# Luca Badoer
Luca Badoer, italijanski dirkač Formule 1, * 25. januar 1971, Montebelluna, Veneto, Italija.
Luca Badoer je upokojeni italijanski dirkač Formule 1, kjer je debitiral v sezoni 1993. Dirkal je za manj konkurenčna moštva, zato ni nikoli osvojil prvenstvenih točk, najbližje jim je bil na Veliki nagradi San Marina v svoji prvi sezoni, ko je zasedel sedmo mesto. Poleg sezone 1993 je dirkal še v sezonah 1995, 1996 in 1999. Bolj kot dirkač Formule 1 je znan kot dolgoletni testni dirkač Ferrarija, kar je vse od sezone 2000, ko mu ni uspelo najti dirkaškega sedeža pri nobenem moštvu Formule 1, do danes. Po poškodbi Felipeja Masse na dirki za Veliko nagrado Madžarske je za Ferrari nastopil na dirki za Veliko nagrado Evrope v sezoni 2009, kjer je bil sedemnajsti, potrjen je tudi za dirko za Veliko nagrado Belgije. 

## Popolni rezultati Formule 1
(legenda) (odebeljene dirke pomenijo najboljši štartni položaj, poševne pa najhitrejši krog, †-uvrščen kljub odstopu)
| Leto | Moštvo                    | Šasija       | Motor              | 1       | 2       | 3       | 4       | 5       | 6       | 7       | 8       | 9       | 10      | 11      | 12      | 13      | 14     | 15      | 16      | 17      | Prv | Toč |
| ---- | ------------------------- | ------------ | ------------------ | ------- | ------- | ------- | ------- | ------- | ------- | ------- | ------- | ------- | ------- | ------- | ------- | ------- | ------ | ------- | ------- | ------- | --- | --- |
| 1993 | Lola BMS Scuderia Italia  | Lola T93/30  | Ferrari V12        | JAR Ret | BRA 12  | EU DNQ  | SMR 7   | ŠPA Ret | MON DNQ | KAN 15  | FRA Ret | VB Ret  | NEM Ret | MAD Ret | BEL 13  | ITA 10  | POR 14 | JAP     | AVS     |         | -   | 0   |
| 1995 | Minardi Scuderia Italia   | Minardi M195 | Ford V8            | BRA Ret | ARG DNS | SMR 14  | ŠPA Ret | MON Ret | KAN 8   | FRA 13  | VB 10   | NEM Ret | MAD 8   | BEL Ret | ITA Ret | POR 14  | EU 11  | PAC 15  | JAP 9   | AVS DNS | -   | 0   |
| 1996 | Forti Grand Prix          | Forti FG01B  | Ford V8            | AVS DNQ | BRA 11  | ARG Ret | EU DNQ  |         |         |         |         |         |         |         |         |         |        |         |         |         | -   | 0   |
| 1996 | Forti Grand Prix          | Forti FG03   | Ford V8            |         |         |         |         | SMR 10  | MON Ret | ŠPA DNQ | KAN Ret | FRA Ret | VB DNQ  | NEM     | MAD     | BEL     | ITA    | POR     | JAP     |         | -   | 0   |
| 1999 | Fondmetal Minardi Ford    | Minardi M01  | Ford V10           | AVS Ret | BRA Inj | SMR 8   | MON Ret | ŠPA Ret | KAN 10  | FRA 10  | VB Ret  | AVT 13  | NEM 10  | MAD 14  | BEL Ret | ITA Ret | EU Ret | MAL Ret | JAP Ret |         | -   | 0   |
| 2009 | Scuderia Ferrari Marlboro | Ferrari F60  | Ferrari 056 2.4 V8 | AVS     | MAL     | KIT     | BAH     | ŠPA     | MON     | TUR     | VB      | NEM     | MAD     | EU 17   | BEL 14  | ITA     | SIN    | JAP     | BRA     | ABU     | 25. | 0   |